# Курбанов, Ренат Курбанович
Ренат Курбанович Курбанов (2 ноября 1986; Грачёвка, Аркадакский район, Саратовская область, РСФСР, СССР) — российский спортсмен по русскому жиму, 3-кратный Чемпион Мира, 9-кратный Чемпион России, 2-кратный Чемпион Европы, 2-кратный Чемпион Кубка Европы.

## Биография
Родился 2 ноября 1986 года в селе Грачёвка Аркадакского района Саратовской области.
Курбанов окончил 11 классов в селении Кичи-Гамри Сергокалинского района Республики Дагестан в 2003 году, после чего поступил в Дагестанский государственный университет психологии, который окончил в 2008 году.
В далёком прошлом молодой человек занимался у себя на родине долгое время вольной борьбой, потом смешанными единоборствами, но основался профессионально на русском жиме. Проживает в городе Дмитров Московской области.

## Спортивные достижения
- Мастер спорта России.
- Мастер спорта России международного класса.
- 3-кратный Чемпион Мира по русскому жиму.
- 9-кратный Чемпион России по русскому жиму.
- 2-кратный Чемпион Европы по русскому жиму.
- 2-кратный Чемпион Кубка Европы по русскому жиму.
- Элита (звание) федерации русского жима в национальной ассоциации пауэрлифтинга.
- Рекорд Мира в национальной ассоциации пауэрлифтинга.